# SH3BP5L
SH3BP5L (англ. SH3 binding domain protein 5 like) – білок, який кодується однойменним геном, розташованим у людей на 1-й хромосомі. Довжина поліпептидного ланцюга білка становить 393 амінокислот, а молекулярна маса — 43 499.
| 10         |  | 20         |  | 30         |  | 40         |  | 50         |
| ---------- |  | ---------- |  | ---------- |  | ---------- |  | ---------- |
| MAELRQVPGG |  | RETPQGELRP |  | EVVEDEVPRS |  | PVAEEPGGGG |  | SSSSEAKLSP |
| REEEELDPRI |  | QEELEHLNQA |  | SEEINQVELQ |  | LDEARTTYRR |  | ILQESARKLN |
| TQGSHLGSCI |  | EKARPYYEAR |  | RLAKEAQQET |  | QKAALRYERA |  | VSMHNAAREM |
| VFVAEQGVMA |  | DKNRLDPTWQ |  | EMLNHATCKV |  | NEAEEERLRG |  | EREHQRVTRL |
| CQQAEARVQA |  | LQKTLRRAIG |  | KSRPYFELKA |  | QFSQILEEHK |  | AKVTELEQQV |
| AQAKTRYSVA |  | LRNLEQISEQ |  | IHARRRGGLP |  | PHPLGPRRSS |  | PVGAEAGPED |
| MEDGDSGIEG |  | AEGAGLEEGS |  | SLGPGPAPDT |  | DTLSLLSLRT |  | VASDLQKCDS |
| VEHLRGLSDH |  | VSLDGQELGT |  | RSGGRRGSDG |  | GARGGRHQRS |  | VSL        |

A: Аланін

C: Цистеїн

D: Аспарагінова кислота

E: Глутамінова кислота

F: Фенілаланін

G: Гліцин

H: Гістидин

I: Ізолейцин

K: Лізин

L: Лейцин

M: Метіонін

N: Аспарагін

P: Пролін

Q: Глутамін

R: Аргінін

S: Серин

T: Треонін

V: Валін

W: Триптофан

Кодований геном білок за функцією належить до фосфопротеїнів. 
Задіяний у такому біологічному процесі, як альтернативний сплайсинг. 